# یوجین پلت
یوجین پَلِت (انگلیسی: Eugene Pallette؛ ‏ ۸ ژوئیهٔ ۱۸۸۹ – ۳ سپتامبر ۱۹۵۴) بازیگر اهل ایالات متحده آمریکا بود. وی بین سال‌های ۱۹۱۳ تا ۱۹۴۶ میلادی فعالیت می‌کرد و در این مدت، در بیش از ۲۴۰ فیلم بازی کرد و به سبب صدای بم و نافذ خود شهرت داشت.

## گزیدهٔ فیلم‌شناسی
- بهشت می‌تواند صبر کند (۱۹۴۳)
- مرداب (۱۹۴۱)
- آقای اسمیت به واشینگتن می‌رود (۱۹۳۹)
- ماجراهای رابین هود (۱۹۳۸)
- یکصد مرد و یک دختر (۱۹۳۷)
- مرد من گادفری (۱۹۳۶)
- تندر درون (۱۹۳۲)
- قطار سریع‌السیر شانگهای (۱۹۳۲)
- ارابه‌های جنگی (۱۹۳۱)
- جلوه عشق (۱۹۲۹)
- شرکت بارنوم و رینگلینگ (۱۹۲۸)
- آیا لازم است مردان پیاده به منزل بروند؟ (۱۹۲۷)
- دل‌های لرزان (۱۹۲۷)
- عاقله‌مردهای دست‌ودلباز (۱۹۲۷)
- شیکاگو (۱۹۲۷)
- تله آدم‌گیر (۱۹۲۶)
- پخمه، ولی جسور (۱۹۲۴)
- تارزان فرزند گوریل‌ها (۱۹۱۸)
- تعصب (۱۹۱۶)
- تولد یک ملت (۱۹۱۵)